# Vielank
Vielank là một đô thị ở huyện Ludwigslust, bang Mecklenburg-Vorpommern, Đức. Đô thị này có diện tích 77,38 km², dân số thời điểm 31 tháng 12 năm 2006 là 1452 người.